# Mecànic
Un mecànic o una mecànica és un artesà, tècnic o comerciant expert que utilitza eines per construir o reparar maquinària.

## Obligacions
La major part dels mecànics s'especialitzen en una àrea determinada, com l'aire condicionat i la refrigeració mecànica, mecànica automotriu, mecànica de bicicletes, calderes mecànica, mecànica general, manteniment industrial mecànica (Millwrights), motocicletes mecàniques, mecànics d'avions, mecànics d'autobús, mecànics de camions, mecànics de gasoil i mecànics de tancs en els serveis armats.
Normalment, un mecànic està certificat per una associació comercial o un poder del govern regional. La mecànica es pot separar en dues classes segons el tipus de màquina en què treballen, pesos i pesats. El pes pesant es fa en màquines més grans o en equips pesants, com ara tractors i remolcs, mentre que el treball lleuger és en articles més petits, com ara motors d'automòbil.

## Mecànica automàtica
La mecànica automàtica engloba molts sectors. Alguns poden especialitzar-se en els aspectes elèctrics, mentre que altres poden especialitzar-se en els aspectes mecànics. Altres àrees inclouen: frens i direcció, suspensió, transmissió automàtica o manual, reparacions de motors o diagnòstic de queixes dels clients.
Un tècnic d'automòbil té una àmplia varietat de temes per aprendre.